# Torre MSC
La Torre MSC è un grattacielo di Genova in Italia.

## Storia
I lavori di costruzione dell'edificio, noto in fase di sviluppo come Centro Direzionale di San Benigno - Comparto 2, iniziarono nel 2008 e vennero ultimati nel 2014.

## Descrizione
Il grattacielo, che conta 23 piani fuori terra, raggiunge un'altezza di 100 metri, cosa che ne fa il quinto edificio più alto di Genova. L'edificio è composto da un basamento di 10 piani destinato a parcheggi sul quale poggiano tre corpi di fabbrica intersecati occupati da locali commerciali e uffici.

## Galleria d'immagini

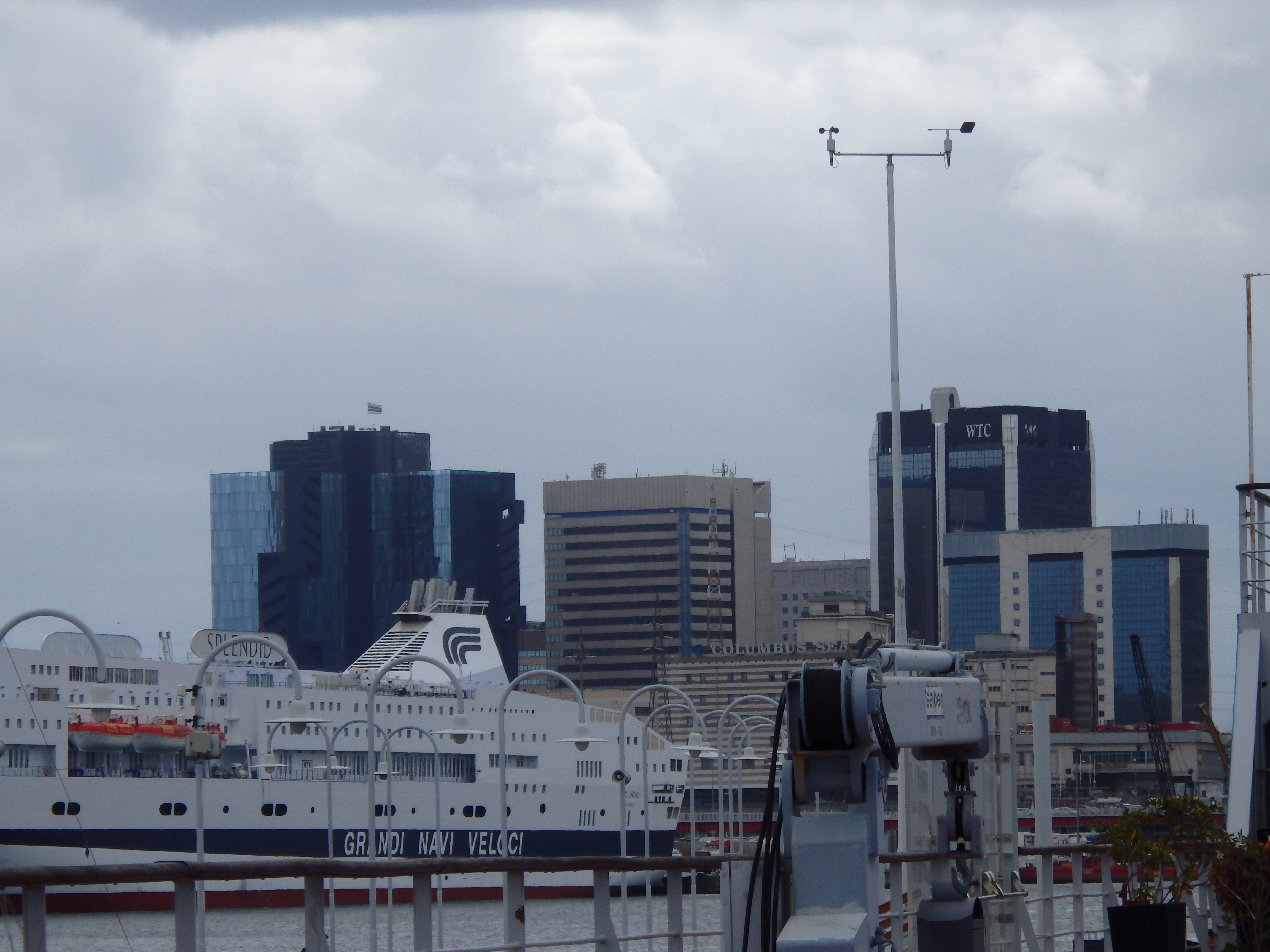
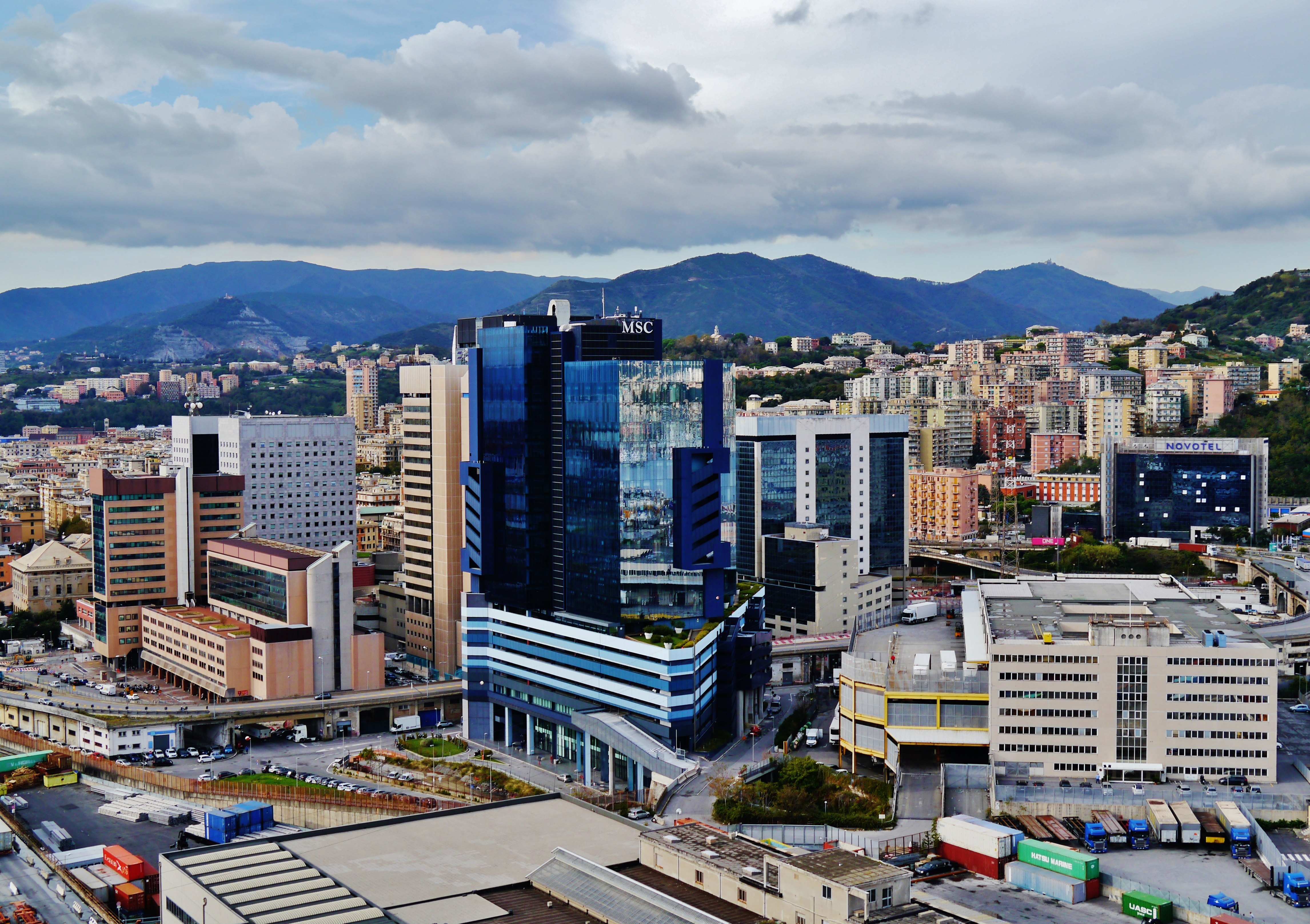
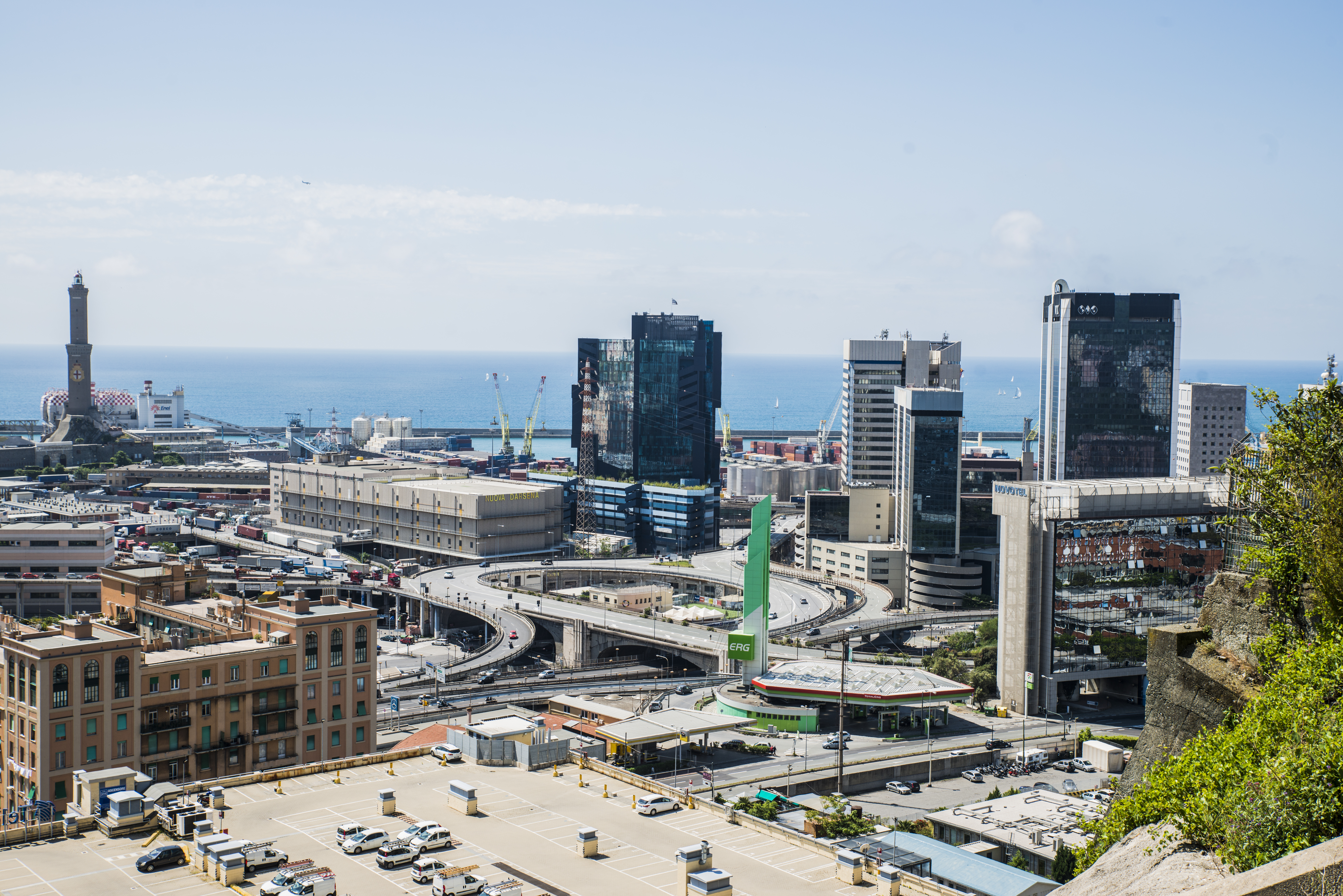